# Rinn
Rinn è un comune austriaco di 1 826 abitanti nel distretto di Innsbruck-Land, in Tirolo.